# 람보르기니 레벤톤
람보르기니 레벤톤(영어:Lamborghini Reventon, 스페인어:Lamborghini Revenón)은 이탈리아의 자동차 제조회사 람보르기니가 제작한 스포츠카이다. 2007년 프랑크푸르트 모터쇼에서 데뷔했으며, 람보르기니의 헤일로 모델이자 무르시엘라고 LP640을 기반으로 한 스페셜 한정모델이다. 흔히 페이스리프트로 착각하는데, LP640를 기반으로 외형과 출력을 향상 시킨 모델이다. 판매 가격이 100만 유로(미화 달러 125만 달러, 한화 약 15~16억)에 달한다. 공식적으로 21대를 제작했으나 판매한 것은 20대이다. 남은 한 대는 람보르기니 박물관에 전시하기 위해 전시용으로 만든 것이다. 람보르기니가 레벤톤을 정식으로 출시하기 전에는 100대를 만든다는 소문이 있었다. 차대번호는 xx/20이며, 차대번호는 운전석과 조수석 사이에 쓰여져 있다.
무르시엘라고 LP640을 기반으로 만들어졌지만 외형은 완전히 다른 모델이다. 외형이 완전히 다름에도 불구하고 무르시엘라고 LP640에 사용했던 6.5리터 V12 엔진의 출력이 약간 높아진 채 그대로 탑재됐다. 결과적으로 외형만 다르고 실제 성능은 무르시엘라고 LP640과 거의 동일하다. 람보르기니가 공식적으로 발표한 레벤톤의 외형 스타일링의 내용은 "아주 빠른 비행기"이다. 레벤톤이 출시될 당시, 그 외형의 생김새가 전투기와 비슷해서 람보르기니는 실제로 전투기와 경주를 펼쳤다. 바로 파나비어 토네이도 전투기와 경주를 했으며, 람보르기니는 레벤톤을 마케팅할 때 "전투기와 경주를 한 스포츠카"라고 했다.

## 이름에 대한 어원
레벤톤이라는 이름은 람보르기니의 전통에 맞춰 싸움소의 이름에서 따온 것이다. 1943년, 멕시코의 유명한 투우사 펠릭스 구즈만(Félix Guzmán)을 죽인 싸움소의 이름이 바로 레벤톤이며, 이 소는 돈 에리베르토 로드리게즈(Don Heriberto Rodríguez) 가문이 스페인에서 키우던 소였다. 스페인어로 레벤톤은 "Explosion"(폭발) 또는 "Burst"(파열)을 뜻하며 명사로 사용하는데, "늦은 밤, 마을에서 펼쳐지는 큰 축제"라는 뜻으로 사용되는 스페인 방언도 있다. 자동차 전문 용어로 "펑크가 난 타이어"라는 명사로도 사용할 수 있다. 비록 싸움소로 유명했던 소의 이름에서 따온 것이 맞지만 여러 뜻을 갖고 있기 때문에 굳이 소의 이름으로 해석하지 않고 형용사로 해석할 수도 있다. 형용사로 해석할 때는 "그가 폭발해야하는 이유"이다.

## 개요

### 주행 성능

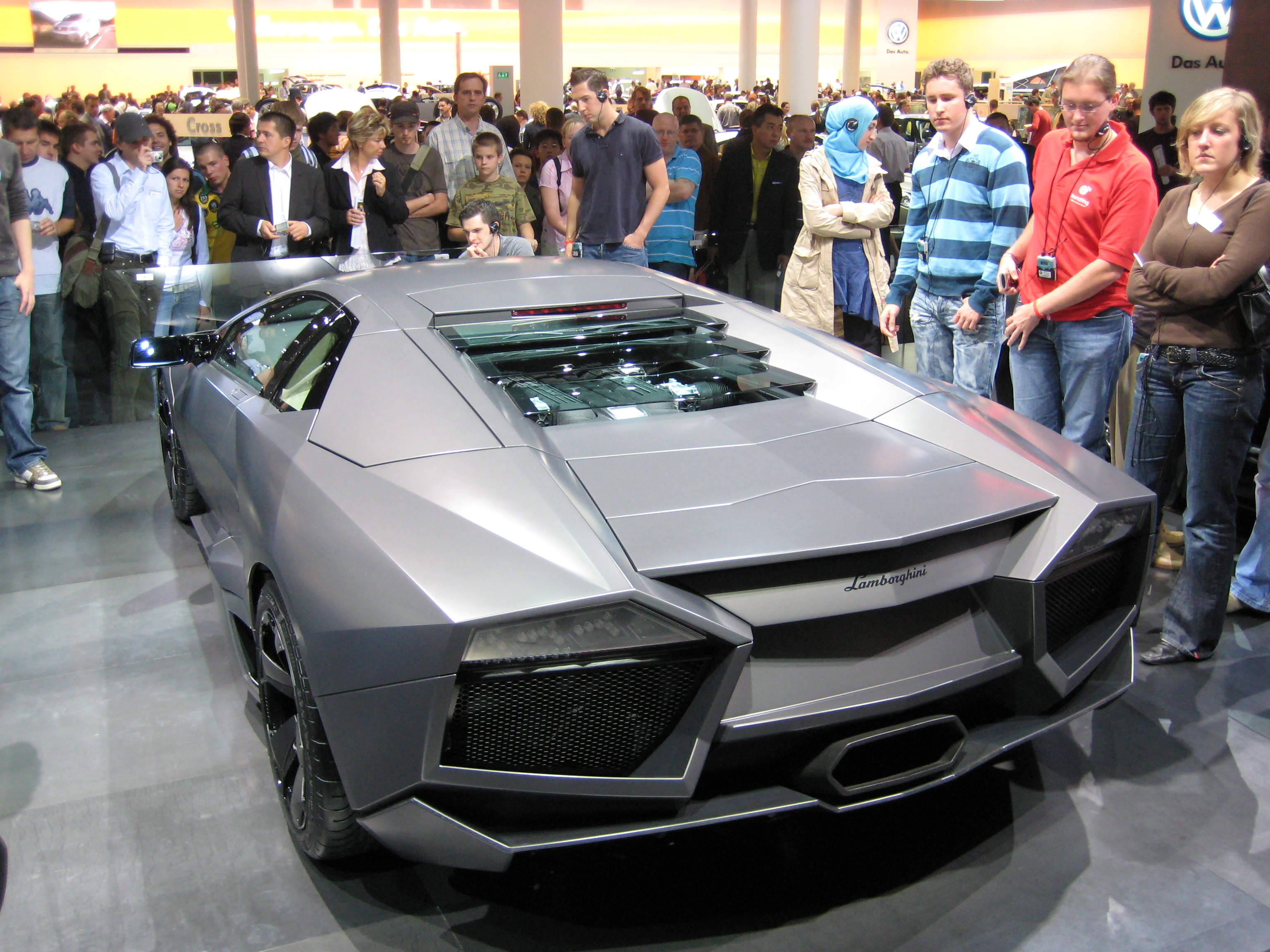
레벤톤의 뒷면

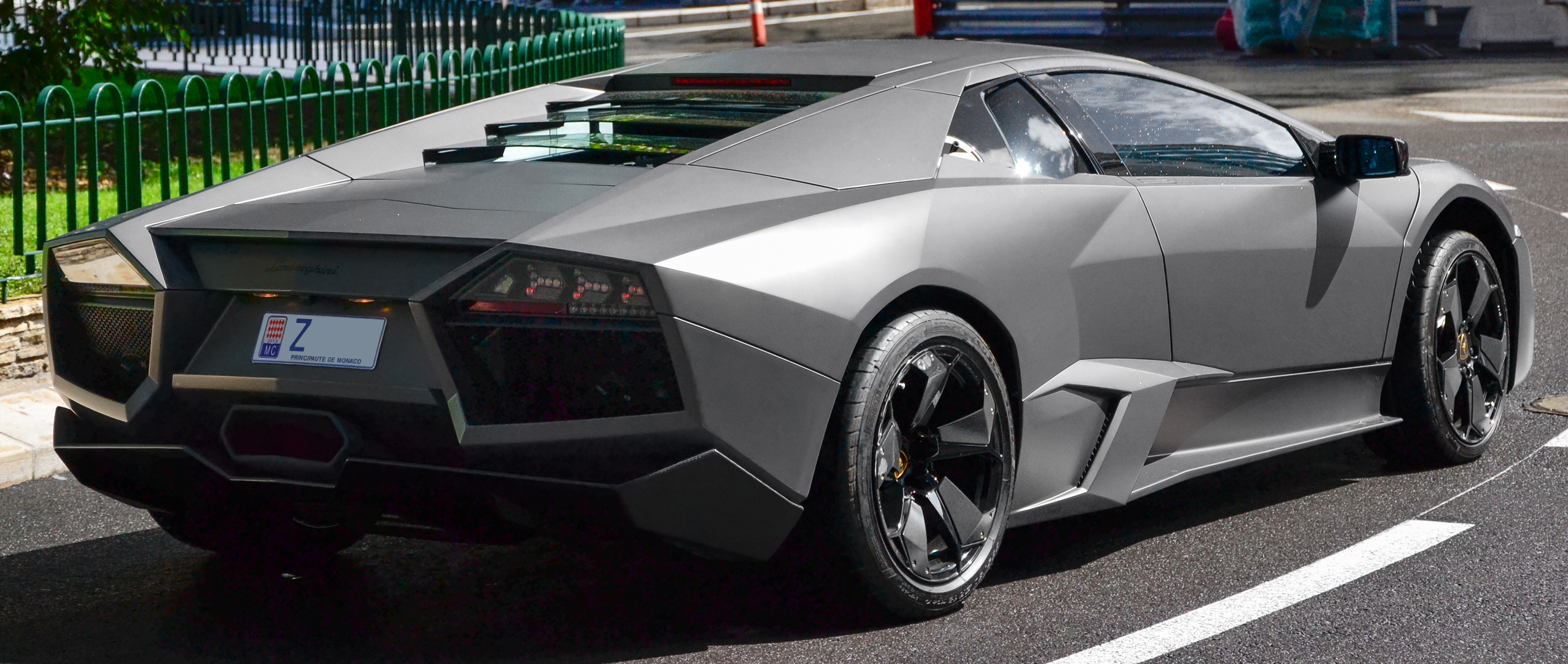
람보르기니 레벤톤 뒷 모습

레벤톤의 엔진은 무르시엘라고 LP640의 6.5리터 V12 엔진을 레벤톤에 맞게 약간 바꾼 것이다. 람보르기니가 공식적으로 발표한 레벤톤의 성능은, 무르시엘라고 LP640은 0-100km 가속시간이 3.4초인데, 레벤톤 역시 3.4초이다. 또한 레벤톤과 LP640의 최고속도는 340km/h이며 , 두 차량 모두 실내의 속도 계기판에 표시되는 최고 속도는 356km/h이다 무르시엘라고 LP640과 레벤톤의 차이는 외형 외에 크게 달라진 점이 없다.

### 실내
계기판은 총 세 가지의 디스플레이 모드로 나뉘어 있다. TFT LCD로 만들어진 계기판 외에 다른 두 종류의 계기판 디스플레이 모드가 있다. 가장 많이 알려진 것이 바로 비행기의 계기판처럼 생긴 것이며, 기존의 무르시엘라고처럼 생긴 아날로그 계기판 디스플레이 모드도 있다. 이런 계기판들은 모두 다 복잡한 구조를 이루고 있는 알루미늄으로 만들어진 상자 안에 들어가 있으며, 알루미늄 상자는 카본 파이버에 덮혀져 있고, 이 상자 역시 세 가지로 나뉘어 있다.(타코미터, 속도계, 중력가속도 측정기 등이 세 개의 알루미늄 상자에서 따로 따로 나온다.) 기존 무르시엘라고의 계기판과는 완전히 다른 모양이다. 자동차가 받는 중력 가속도를 측정하고 보여주는 G-포스 미터기는 완전히 새롭게 만들어졌다. 이것은 경도 역학에 따라 세로 가속도를 측정해주며, 가속 페달을 밟았을 때와 브레이크 페달을 밟았을 때, 그리고 가로 가속도에 따라 다르게 표시된다. 차량의 바퀴 네 개가 지표에 닿아있을 때, 바퀴가 움직이는 방향과 각도, 바퀴의 움직임과 바퀴가 받는 물리적인 힘 등을 3차원 격자를 통해 보여지는 디스플레이 모드도 있다. 대부분 F1 경주에서 사용되는 것과 비슷한 계기판이 사용된 것이다. 운전자는 버튼 몇 개를 간단히 누름으로써 아날로그 디스플레이와 디지털 디스플레이 등으로 전환할 수 있으며, 타코미터와 속도계 등을 따로 보거나 한번에 볼 수 있다. 앞서 설명한 G-포스 미터기는 레벤톤의 계기판에서 가장 중심에 위치해 있다.
운전석과 조수석의 재질은 검은색 가죽 또는 갈색 알칸타라가 사용됐다.

### 외관
레벤톤은 모든 외부 재질을 카본 파이버로 만들었다. 이 카본 파이버는 람보르기니가 레벤톤만을 위해 따로 제작한 것이다. 또한 20대의 모든 레벤톤은 모두 같은 색으로 도색되어 있는데, 이 색의 이름이 따로 없기 때문에 람보르기니는 "광택과 투명함이 없는 어두운 회색"이라고 표현했다. 일반적으로 "무광 회색" 또는 "무광 쥐색"으로 알려져 있는 색상이다.
기존의 람보르기니는 대부분 모회사 아우디의 디자인 랭귀지(한국어 표현:패밀리 룩)에서 많이 벗어나지 못했으나 레벤톤은 완전히 새롭게 디자인됐다. 람보르기니가 최초로 주간 LED 전조등을 사용했는데, 7개의 LED가 양쪽 바이-제논 전조등의 측면(바깥쪽)에 자리잡고 있어서 차가 움직일 때나 가만히 정차해 있을 때마다 빛이 난다. 이 LED들은 자동차의 뒷쪽 아랫 부분에서 올라오는 높은 온도의 열기를 막기 위해 특수한 내열성 제질로 제작됐다. 또한 차의 뒷부분 방향 지시등과 경고등도 전조등과 비슷한 구성을 하고 있다. 정지등은 세 개의 화살표 모양으로 만들어져 있다.

### 제작 및 생산
첫 번째 레벤톤(차대번호 01/20)은 라스 베가스에서 판매됐다.
이어 람보르기니는 무려 네 대의 레벤톤을 싱가포르에 배정했고, 대당 210만 싱가포르 달러(한화:약 17~18억)가 넘는 차가 모두 다 판매됐다. 너무 높게 책정된 판매가가 논란이 되긴 했으나 500만 싱가포르 달러를 내고 차를 사간 사람도 있었다..
한국에 수입된 레벤톤도 있다. 람보르기니의 수입업체인 람보르기니 서울이 보배드림을 통해 차대번호 2번(02/20)의 레벤톤을 등록했으며, 이 차는 2008년 12월경에 판매되고 매물에서 삭제됐다.
차대번호 03/20 레벤톤은 이베이의 매물로 등록됐다. 구매자는 캘리포니아 출신이었으며, 현재는 캐나다 밴쿠버에 차가 있다.
2008년 11월 20일, 람보르기니는 영국 중부지방 공식 딜러인 '람보르기니 버밍햄'을 통해 영국의 고객에게 마지막 레벤톤(20/20)을 인도했다고 밝혔다. 마지막 차가 판매된 후, Cars UK는 미국 텍사스 휴스턴에 다른 두 대의 레벤톤이 더 배정됐다고 주장했다.(총 제작 대수가 20+1대가 아니라 22+1대라는 이야기)

## 레벤톤 로드스터(Reventón Roadster)

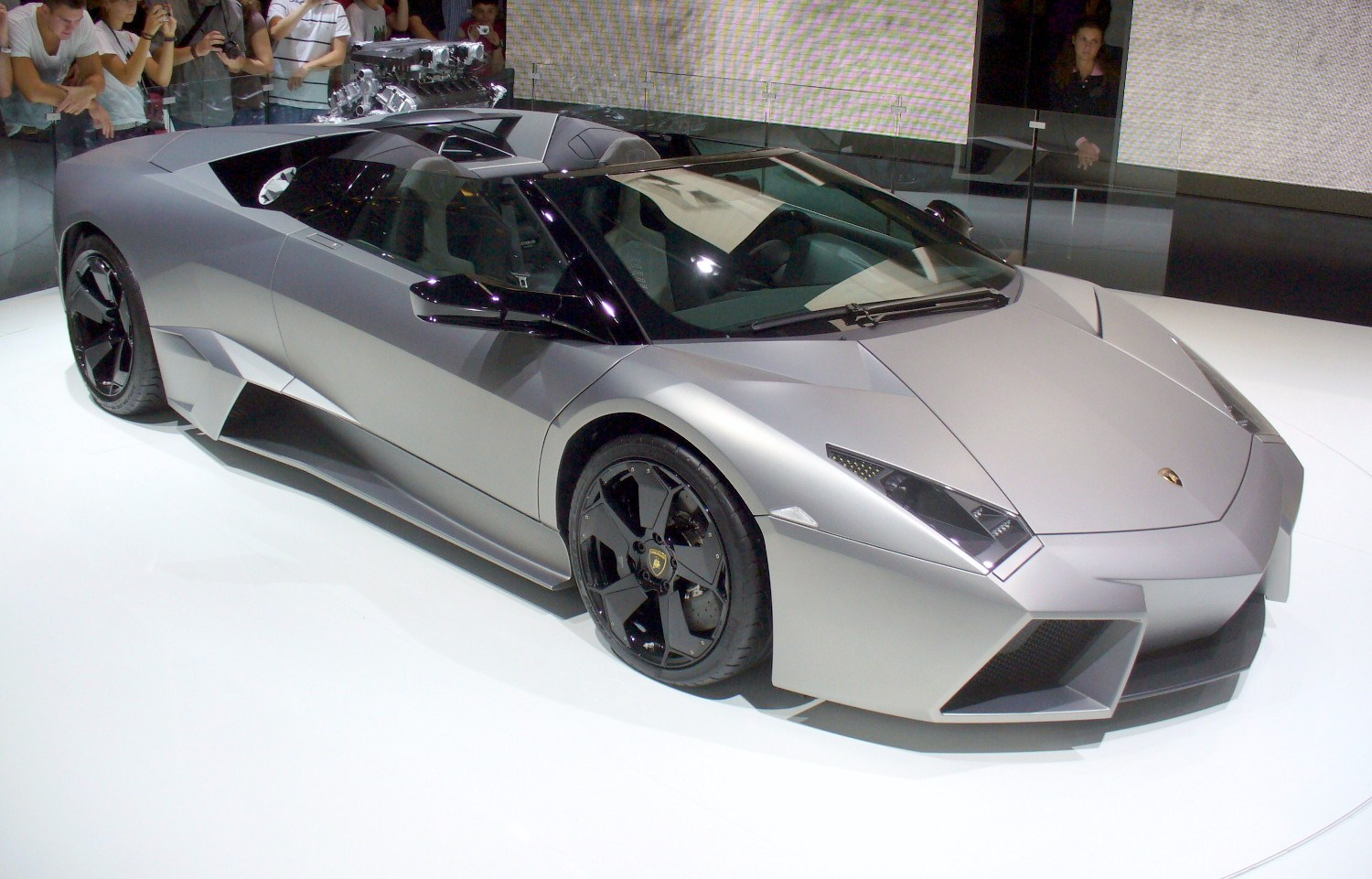
레벤톤 로드스터

2009년 프랑크푸르트 모터쇼에서 레벤톤의 로드스터 버전이 공개됐다. CarsUK는 아홉 대의 레벤톤 로드스터가 제작되고, 판매가격은 120만 유로라고 발표했다. 기존의 레벤톤 쿠페와 다른 점이 있는데, 바로 엔진이 LP670-4 슈퍼벨로체의 것으로 바뀌었다는 점이다. 영국의 자동차 잡지 Autocar는 2009년 7월에 작성한 기사를 통해 구매할 가능성이 높은 고객들이 이미 차를 구매했다고 기사를 썼지만, 람보르기니의 공식 대변인은 "추측일 뿐이다."라고 대응했다. 총 20대 외에 1대(전시용)를 제작하며, 판매가격은 110만 유로로 책정됐다.

## 기타
부라고에서 조립모형으로 모형화하였다.

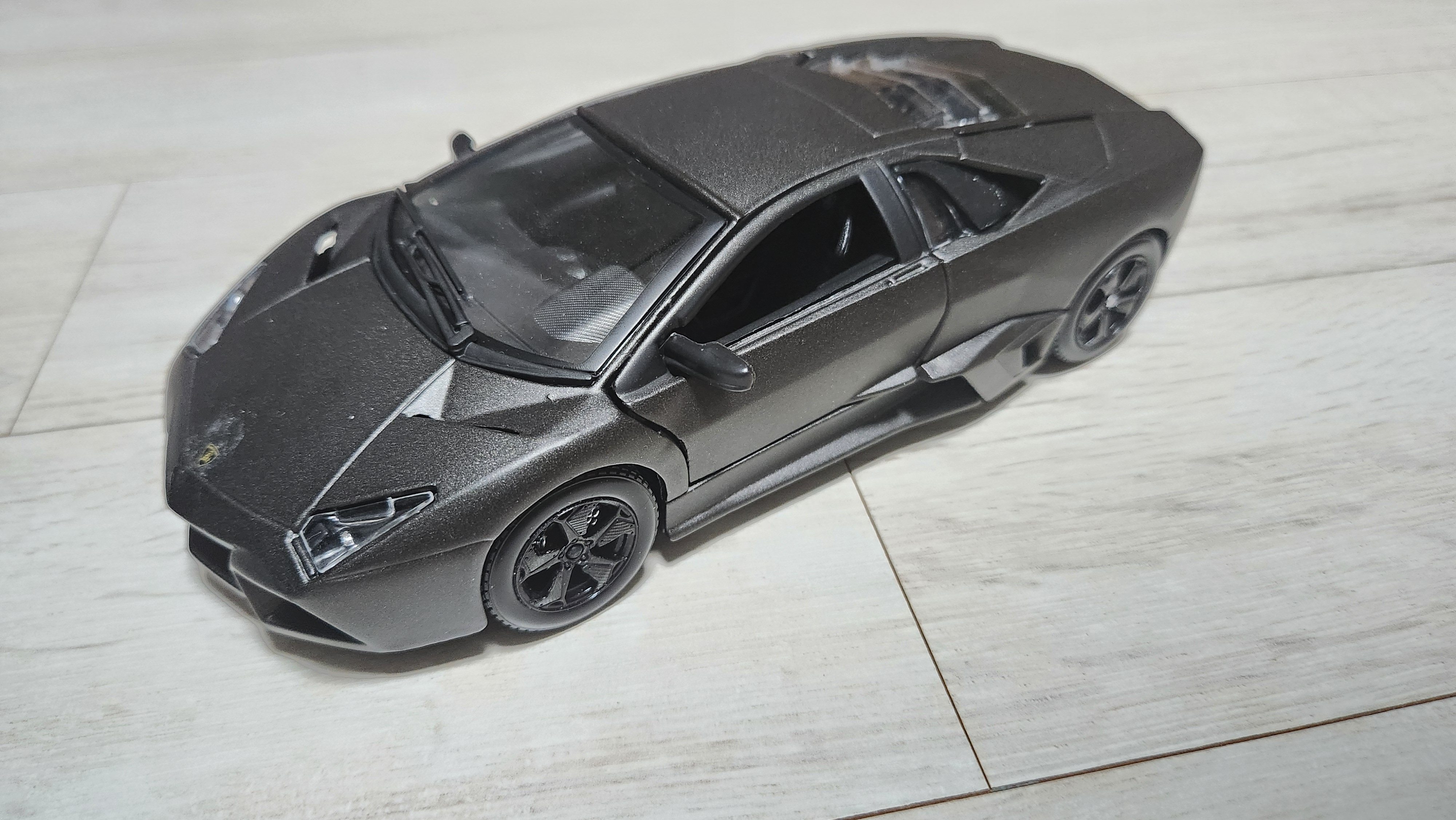
레벤톤 프라모델

람보르기니 차량 중 유일하게 영화에 등장하지 않은 차량이다.